# Alvorada (Macapá)
Alvorada é um bairro do município brasileiro de Macapá, capital do estado do Amapá. Segundo o censo demográfico de 2022, realizado pelo Instituto Brasileiro de Geografia e Estatística (IBGE), sua população era de 1 937 habitantes e havia 609 domicílios particulares permanentes ocupados.
De acordo com o IBGE, em 2010 a população era de 2 332 habitantes e havia 617 domicílios particulares.
É um bairro planejado e devidamente urbanizado, cuja área pertencia ao extinto Ministério da Aeronáutica e foi loteada na década de 1980. Nele se situam o Centro de Ensino Superior do Amapá (CEAP) e a Casa de Apoio à Saúde Indígena (CASAI). O bairro apresenta uma praça com campo de areia, parque de diversões, lanchonete e trilha de caminhada. A escola do bairro é Escola Estadual Predicanda Lopes (ensinos fundamental e médio).